# 릴생드니
릴생드니(프랑스어: L'Île-Saint-Denis, 생드니 섬)는 프랑스 파리 북부에 위치한 코뮌이며 센강에 있는 초승달 모양의 섬이다. 파리 중심부로부터 9.4 km (5.8 mi) 정도 떨어져 있다. 섬의 길이는 약 3.5km이고 너비는 100~300m 정도이다.
1971~2000년 기간 동안 연평균 기온은 12.2°C이고, 연평균 누적 강수량은 640mm이다. 1910년 1월엔 센강에 발생한 대홍수로 심각한 피해를 입었다.
릴생드니는 생드니 및 생투앵 코뮌과 함께 2024년 파리 올림픽의 올림픽 선수촌이 형성된 곳이다. 선수촌이 파리와 인접해 있기 때문에 올림픽 참가 선수의 85% 정도가 경기장에서 30분 거리에 있을 수 있게 되었다. 파리 올림픽을 위해 2022년엔 138m 길이의 올림픽 선수촌 인도교(프랑스어: Passerelle du Village olympique)를 건설했다.

## 교통
릴생드니 인근에는 여러 대중교통 연결편이 있다. 릴생드니에서 가장 가까운 역은 생드니 역으로, 파리 RER D 선과 Transilien Paris-Nord 교외 철도 노선의 환승역이다. 생드니 역은 생드니와 인접한 코뮌에 위치한 역으로, 릴생드니 마을 중심부에서 0.4km(0.25m) 떨어져 있다.
일드프랑스 트램 1호선은 릴생드니 시청 근처에 정차하며  237번 버스 노선이 섬 전체를 따라 운행된다.

## 인구통계
릴생드니는 생드니 섬을 포함하여 셍뚜엉 섬(l'île Saint-Ouen), 반느 섬(l'île des Vannes) 및 샤뜰리에 섬(l'île du Châtelier) 등 여러 개의 작은 섬들이 합쳐져 형성됐다.

1960년대부터 릴생드니에는 주로 북아프리카 국가에서 온 이민자들이 거주했다. 현지 작가인 나디르 덴두네(Nadir Dendoune)는 1980년대에 릴생드니는 아랍인, 흑인, 프랑스인, 기타 유럽인 등을 포함한 다양한 가난한 사람들이 거주했기 때문에 인종적, 민족적 다양성이 있었으며 그 당시 지역 학교 학생의 절반이 백인이었다고 말했다. 그의 말에 따르면 2005년에는 백인 학생이 거의 없었다고 한다.
| 연도        | 인구  | ±% p.a. |
| ----------- | ----- | ------- |
| 1968        | 5,522 | —       |
| 1975        | 7,004 | +3.45%  |
| 1982        | 7,435 | +0.86%  |
| 1990        | 7,413 | −0.04%  |
| 1999        | 6,810 | −0.94%  |
| 2007        | 7,083 | +0.49%  |
| 2012        | 6,981 | −0.29%  |
| 2017        | 7,981 | +2.71%  |
| 출처: INSEE |       |         |

## 교육
릴생드니에는 에콜 사미라 벨릴(École Samira Bellil), 에콜 폴 랑게빈(École Paul Langevin), 에콜 장 루라사트(École Jean Lurçat) 등 3개의 초등학교가 있으며 Collège Alfred Sisley 중학교가 있다.